# سباق جائزة كريكويليون الكبرى 2024
سباق جائزة كريكويليون الكبرى 2024 (بالفرنسية: Grand Prix Criquielion 2024)‏ هو سباق دراجات هوائية من فئة  1.1، وهو الموسم التاسع والعشرين من سباق جائزة كريكويليون الكبرى ‏، وأقيم في 2 مارس 2024 ضمن سباقات طواف أوروبا للدراجات 2024.
فاز بالمركز الأول Alec Segaert ‏، وفاز بالمركز الثاني Pavel Bittner ‏، وفاز بالمركز الثالث جينثي بيرمانز ‏.

## الفرق
| فرق عالمية (5)- Alpecin-Deceuninck - Arkéa-B&B Hotels - Cofidis - Intermarché-Wanty - Team dsm-firmenich PostNL فرق برو (12)- بنجوال باوليز ساوكس دبليو بي ‏ - كاجا رورال-سيغوروس 2024 ‏ - Equipo Kern Pharma ‏ - أوسكالتيل أوسكادي 2024 ‏ - Lotto Dstny - Q36.5 Pro Cycling Team ‏ - Unibet Tietema Rockets ‏ - سبورت فلاندرين بالويس ‏ - تيم نوفو نورديسك ‏ - TotalEnergies - سويس ريسينغ أكادمي 2024 ‏ - أونو-إكس موبيليتي ‏ فرق قارية (8)- Hagens Berman Jayco ‏ - Israel Premier Tech Academy ‏ - Myvelo Pro Cycling Team ‏ - Philippe Wagner–Bazin ‏ - Saint Piran (cycling team) ‏ - سوبرانو هام ايزوريكس 2024 ‏ - كولوكويك 2024 ‏ - Visma–Lease a Bike Development ‏ |  |
| |  |

## المشاركون
| Team dsm-firmenich PostNL DFP | Team dsm-firmenich PostNL DFP | Team dsm-firmenich PostNL DFP |
| ----------------------------- | ----------------------------- | ----------------------------- |
| م                             | عداء                          | مرتبة                         |
| 1                             | Pavel Bittner ‏                | 2                             |
| 2                             | Patrick Eddy ‏                 | لم يكمل السباق                |
| 3                             | الكسندر ادموندسون             | 55                            |
| 4                             | Enzo Leijnse ‏                 | 137                           |
| 5                             | Emīls Liepiņš ‏ (طريق)         | 95                            |
| 6                             | Niklas Märkl ‏                 | 12                            |
| 7                             | Tim Naberman ‏                 | 127                           |

| Alpecin-Deceuninck ADC | Alpecin-Deceuninck ADC | Alpecin-Deceuninck ADC |
| ---------------------- | ---------------------- | ---------------------- |
| م                      | عداء                   | مرتبة                  |
| 11                     | Lars Boven ‏            | لم يكمل السباق         |
| 12                     | Timo Kielich ‏          | 20                     |
| 13                     | جنسن بلاورايت ‏         | 8                      |
| 14                     | Henri Uhlig ‏           | 36                     |
| 15                     | Siebe Roesems‏          | 76                     |
| 16                     | Stan Van Tricht ‏       | 33                     |

| Intermarché-Wanty IWA | Intermarché-Wanty IWA | Intermarché-Wanty IWA |
| --------------------- | --------------------- | --------------------- |
| م                     | عداء                  | مرتبة                 |
| 21                    | Huub Artz ‏            | 100                   |
| 22                    | Vito Braet ‏           | 44                    |
| 23                    | آرنه ماريت ‏           | 6                     |
| 24                    | بابتيست بلانكايرت     | 79                    |
| 25                    | Tim Rex‏               | 25                    |
| 26                    | Gijs Van Hoecke ‏      | 73                    |
| 27                    | Boy van Poppel ‏       | 72                    |

| Cofidis COF | Cofidis COF              | Cofidis COF |
| ----------- | ------------------------ | ----------- |
| م           | عداء                     | مرتبة       |
| 31          | Milan Fretin ‏            | 30          |
| 32          | بيت اليجارت              | 46          |
| 33          | Oliver Knight (cyclist) ‏ | 87          |
| 34          | Nolann Mahoudo ‏          | 82          |
| 35          | Christophe Noppe ‏        | 50          |
| 36          | Hugo Toumire ‏            | 89          |

| Arkéa-B&B Hotels ARK | Arkéa-B&B Hotels ARK | Arkéa-B&B Hotels ARK |
| -------------------- | -------------------- | -------------------- |
| م                    | عداء                 | مرتبة                |
| 41                   | جينثي بيرمانز ‏       | 3                    |
| 42                   | Florian Dauphin ‏     | 32                   |
| 43                   | دايفيد ديكر          | 39                   |

| Arkéa–B&B Hôtels Continentale ‏ ___ | Arkéa–B&B Hôtels Continentale ‏ ___ | Arkéa–B&B Hôtels Continentale ‏ ___ |
| ---------------------------------- | ---------------------------------- | ---------------------------------- |
| م                                  | عداء                               | مرتبة                              |
| 44                                 | Pierre Thierry (cyclist) ‏          | 74                                 |

| Arkéa-B&B Hotels ARK | Arkéa-B&B Hotels ARK | Arkéa-B&B Hotels ARK |
| -------------------- | -------------------- | -------------------- |
| م                    | عداء                 | مرتبة                |
| 45                   | Mathis Le Berre ‏     | 47                   |
| 46                   | Luca Mozzato ‏        | 7                    |
| 47                   | ألان ريو ‏            | 80                   |

| أونو-إكس موبيليتي ‏ UXM | أونو-إكس موبيليتي ‏ UXM | أونو-إكس موبيليتي ‏ UXM |
| ---------------------- | ---------------------- | ---------------------- |
| م                      | عداء                   | مرتبة                  |
| 51                     | Carl-Frederik Bévort ‏  | 125                    |
| 52                     | Erlend Blikra ‏         | 133                    |
| 53                     | William Blume Levy ‏    | 42                     |
| 54                     | Rasmus Bøgh Wallin ‏    | 61                     |
| 55                     | Tord Gudmestad ‏        | 17                     |
| 56                     | ماركوس هانسن           | 126                    |
| 57                     | نيكلاس لارسن           | 135                    |

| Lotto Dstny LTD | Lotto Dstny LTD        | Lotto Dstny LTD |
| --------------- | ---------------------- | --------------- |
| م               | عداء                   | مرتبة           |
| 61              | Milan Menten ‏          | 5               |
| 62              | Jarrad Drizners ‏       | 66              |
| 63              | توماس دي جيندت         | لم يكمل السباق  |
| 64              | جاكوبو غوارنييري       | 28              |
| 65              | Alec Segaert ‏          | 1               |
| 66              | Lionel Taminiaux ‏      | 29              |
| 67              | Lorenz Van de Wynkele ‏ | 60              |

| سويس ريسينغ أكادمي ‏ TUD | سويس ريسينغ أكادمي ‏ TUD   | سويس ريسينغ أكادمي ‏ TUD |
| ----------------------- | ------------------------- | ----------------------- |
| م                       | عداء                      | مرتبة                   |
| 71                      | توم بولي                  | 93                      |
| 72                      | Sebastian Kolze Changizi ‏ | 43                      |
| 73                      | Aloïs Charrin ‏            | 122                     |
| 74                      | جاكوب أريكسون ‏            | 41                      |
| 75                      | Simon Pellaud ‏            | 105                     |
| 76                      | Aivaras Mikutis ‏          | 98                      |
| 77                      | Arnaud Tendon ‏            | لم يكمل السباق          |

| TotalEnergies TEN | TotalEnergies TEN  | TotalEnergies TEN |
| ----------------- | ------------------ | ----------------- |
| م                 | عداء               | مرتبة             |
| 81                | Lucas Boniface ‏    | 114               |
| 82                | Thomas Gachignard ‏ | لم يكمل السباق    |
| 83                | لورينزو مانزين     | 83                |
| 84                | Emilien Jeannière ‏ | لم يكمل السباق    |
| 85                | Geoffrey Soupe ‏    | 113               |
| 86                | Jason Tesson ‏      | 64                |
| 87                | Baptiste Vadic ‏    | لم يكمل السباق    |

| بنجوال باوليز ساوكس دبليو بي ‏ BWB | بنجوال باوليز ساوكس دبليو بي ‏ BWB | بنجوال باوليز ساوكس دبليو بي ‏ BWB |
| --------------------------------- | --------------------------------- | --------------------------------- |
| م                                 | عداء                              | مرتبة                             |
| 91                                | Jens Reynders ‏                    | 15                                |
| 92                                | Luca De Meester ‏                  | 56                                |
| 93                                | Luca Van Boven ‏                   | 38                                |
| 94                                | Kenneth Van Rooy ‏                 | لم يكمل السباق                    |
| 95                                | Jelle Vermoote ‏                   | 48                                |
| 96                                | Nathan Vandepitte ‏                | 11                                |
| 97                                | لويك فليجن                        | 115                               |

| سبورت فلاندرين بالويس ‏ TFB | سبورت فلاندرين بالويس ‏ TFB | سبورت فلاندرين بالويس ‏ TFB |
| -------------------------- | -------------------------- | -------------------------- |
| م                          | عداء                       | مرتبة                      |
| 101                        | Elias Maris ‏               | 18                         |
| 102                        | أليكس كولمان ‏              | لم يكمل السباق             |
| 103                        | Lindsay De Vylder ‏         | 99                         |
| 104                        | Jules Hesters ‏             | 75                         |
| 105                        | Ward Vanhoof ‏              | 37                         |
| 106                        | Noah Vandenbranden ‏        | لم يبدأ                    |
| 107                        | Dylan Vandenstorme ‏        | 69                         |

| أوسكالتيل أوسكادي ‏ EUS | أوسكالتيل أوسكادي ‏ EUS    | أوسكالتيل أوسكادي ‏ EUS |
| ---------------------- | ------------------------- | ---------------------- |
| م                      | عداء                      | مرتبة                  |
| 111                    | جون ابرستوري              | لم يكمل السباق         |
| 112                    | Iker Bonillo ‏             | 128                    |
| 113                    | Xavier Cañellas ‏          | 68                     |
| 114                    | James Fouché ‏             | 9                      |
| 115                    | Xabier Berasategi ‏        | 19                     |
| 116                    | Andoni López de Abetxuko ‏ | 67                     |
| 117                    | Unai Zubeldia ‏            | 111                    |

| Q36.5 Pro Cycling Team ‏ Q36 | Q36.5 Pro Cycling Team ‏ Q36 | Q36.5 Pro Cycling Team ‏ Q36 |
| --------------------------- | --------------------------- | --------------------------- |
| م                           | عداء                        | مرتبة                       |
| 121                         | Fabio Christen ‏             | 27                          |
| 122                         | Cyrus Monk ‏                 | 71                          |
| 123                         | Nickolas Zukowsky ‏ (طريق)   | 86                          |
| 124                         | Kamil Małecki ‏              | 40                          |
| 125                         | Xabier Azparren ‏            | 118                         |
| 126                         | Marcel Camprubí ‏            | 34                          |
| 127                         | روري تاونسند ‏               | 84                          |

| Equipo Kern Pharma ‏ EKP | Equipo Kern Pharma ‏ EKP | Equipo Kern Pharma ‏ EKP |
| ----------------------- | ----------------------- | ----------------------- |
| م                       | عداء                    | مرتبة                   |
| 131                     | Miguel Ángel Fernández ‏ | 131                     |
| 132                     | Pau Miquel ‏             | 10                      |
| 133                     | فرنسيسكو غالفان         | 14                      |
| 134                     | Álex Jaime ‏             | 65                      |
| 135                     | Diego Uriarte ‏          | لم يكمل السباق          |
| 136                     | Danny van der Tuuk ‏     | 107                     |
| 137                     | Iñigo Elosegui ‏         | 130                     |

| تيم نوفو نورديسك ‏ TNN | تيم نوفو نورديسك ‏ TNN   | تيم نوفو نورديسك ‏ TNN |
| --------------------- | ----------------------- | --------------------- |
| م                     | عداء                    | مرتبة                 |
| 141                   | سام براند               | 106                   |
| 142                   | Quinten De Graeve ‏      | 110                   |
| 143                   | Declan Irvine ‏          | 88                    |
| 144                   | Matyáš Kopecký ‏         | 23                    |
| 145                   | Alessandro Perracchione‏ | لم يكمل السباق        |
| 146                   | Logan Phippen ‏          | لم يكمل السباق        |
| 147                   | Filippo Ridolfo ‏        | 117                   |

| كاجا رورال-سيغوروس ‏ CJR | كاجا رورال-سيغوروس ‏ CJR | كاجا رورال-سيغوروس ‏ CJR |
| ----------------------- | ----------------------- | ----------------------- |
| م                       | عداء                    | مرتبة                   |
| 151                     | Daniel Babor ‏           | 129                     |
| 152                     | Tomáš Bárta ‏            | 102                     |
| 153                     | Joseba López ‏           | 81                      |
| 154                     | إدوارد براديس           | 85                      |
| 155                     | ميكال شليغل             | 70                      |
| 156                     | Guillermo Thomas Silva ‏ | 13                      |
| 157                     | Gorka Sorarrain ‏        | 22                      |

| Unibet Tietema Rockets ‏ TDT | Unibet Tietema Rockets ‏ TDT | Unibet Tietema Rockets ‏ TDT |
| --------------------------- | --------------------------- | --------------------------- |
| م                           | عداء                        | مرتبة                       |
| 161                         | Adam Ťoupalík ‏              | 78                          |
| 162                         | Axel Huens ‏                 | 21                          |
| 163                         | Hartthijs de Vries ‏         | 45                          |
| 164                         | Davide Bomboi ‏              | 97                          |
| 165                         | Owen Geleijn ‏               | 96                          |
| 166                         | Sebastian Nielsen ‏          | 26                          |
| 167                         | Zeb Kyffin ‏                 | 101                         |

| Visma–Lease a Bike Development ‏ VLD | Visma–Lease a Bike Development ‏ VLD | Visma–Lease a Bike Development ‏ VLD |
| ----------------------------------- | ----------------------------------- | ----------------------------------- |
| م                                   | عداء                                | مرتبة                               |
| 171                                 | Loe van Belle ‏                      | 49                                  |
| 172                                 | Dario Igor Belletta ‏                | 16                                  |
| 173                                 | Menno Huising ‏                      | 35                                  |
| 174                                 | Jesse Kramer ‏                       | 31                                  |
| 175                                 | Sjors Lugthart ‏                     | 119                                 |
| 176                                 | Colby Simmons ‏                      | لم يكمل السباق                      |
| 177                                 | Morten Nørtoft ‏                     | لم يكمل السباق                      |

| Israel Premier Tech Academy ‏ ICA | Israel Premier Tech Academy ‏ ICA | Israel Premier Tech Academy ‏ ICA |
| -------------------------------- | -------------------------------- | -------------------------------- |
| م                                | عداء                             | مرتبة                            |
| 181                              | Pier-André Côté ‏ (طريق)          | 108                              |
| 182                              | إيتامار أينهورن                  | 132                              |
| 183                              | Karl Kurits‏                      | لم يكمل السباق                   |
| 184                              | Viggo Moore ‏                     | 54                               |
| 185                              | Rotem Tene ‏                      | لم يكمل السباق                   |
| 186                              | Pau Martí ‏                       | 24                               |
| 187                              | Kiaan Watts‏                      | 59                               |

| Hagens Berman Jayco ‏ HBJ | Hagens Berman Jayco ‏ HBJ   | Hagens Berman Jayco ‏ HBJ |
| ------------------------ | -------------------------- | ------------------------ |
| م                        | عداء                       | مرتبة                    |
| 191                      | Kasper Andersen (cyclist) ‏ | لم يكمل السباق           |
| 192                      | Evan Boyle‏                 | 109                      |
| 193                      | Maxence Place‏              | 112                      |
| 194                      | Alastair Mackellar ‏        | لم يكمل السباق           |
| 195                      | Adam Rafferty (cyclist) ‏   | لم يكمل السباق           |
| 196                      | Mattia Sambinello‏          | لم يكمل السباق           |
| 197                      | Artem Shmidt ‏              | 77                       |

| كولوكويك للدراجات ‏ TCQ | كولوكويك للدراجات ‏ TCQ  | كولوكويك للدراجات ‏ TCQ |
| ---------------------- | ----------------------- | ---------------------- |
| م                      | عداء                    | مرتبة                  |
| 201                    | Joshua Gudnitz ‏         | 52                     |
| 202                    | Simon Bak ‏              | 63                     |
| 203                    | Frederik Muff ‏          | لم يكمل السباق         |
| 204                    | Aksel Bech Skot-Hansen ‏ | 92                     |
| 205                    | Pelle Køster ‏           | 124                    |
| 206                    | Nikolaj Mengel ‏         | 121                    |
| 207                    | Kevin Biehl ‏            | لم يكمل السباق         |

| Saint Piran (cycling team) ‏ SPC | Saint Piran (cycling team) ‏ SPC | Saint Piran (cycling team) ‏ SPC |
| ------------------------------- | ------------------------------- | ------------------------------- |
| م                               | عداء                            | مرتبة                           |
| 211                             | Harry Birchill ‏                 | لم يكمل السباق                  |
| 212                             | Dylan Hicks‏                     | 90                              |
| 213                             | James McKay‏                     | 53                              |
| 214                             | Tyler Hannay ‏                   | 58                              |
| 215                             | Rowan Baker‏                     | 51                              |
| 216                             | Bradley Symonds ‏                | لم يكمل السباق                  |

| سوبرانو هام ايزوريكس ‏ TIS | سوبرانو هام ايزوريكس ‏ TIS | سوبرانو هام ايزوريكس ‏ TIS |
| ------------------------- | ------------------------- | ------------------------- |
| م                         | عداء                      | مرتبة                     |
| 221                       | Jacob Relaes‏              | 94                        |
| 222                       | Bo Godart‏                 | 134                       |
| 223                       | Peder Dahl Strand‏         | 136                       |
| 224                       | Mauro Verwilt‏             | 57                        |
| 225                       | Alex Vandenbulcke ‏        | 116                       |
| 226                       | Robbe Claeys‏              | 103                       |
| 227                       | Ewout De Keyser‏           | 120                       |

| Philippe Wagner–Bazin ‏ PWB | Philippe Wagner–Bazin ‏ PWB | Philippe Wagner–Bazin ‏ PWB |
| -------------------------- | -------------------------- | -------------------------- |
| م                          | عداء                       | مرتبة                      |
| 241                        | بيير باربييه               | 4                          |
| 242                        | رودي باربير                | 104                        |
| 243                        | Quentin Bezza ‏             | 91                         |
| 244                        | Stefano Museeuw ‏           | لم يكمل السباق             |
| 245                        | Kasper Saver ‏              | 62                         |
| 246                        | Jens Vandenbogaerde ‏       | لم يكمل السباق             |
| 247                        | Mathias Vanoverberghe‏      | 123                        |

| Team dsm-firmenich PostNL DFP | Team dsm-firmenich PostNL DFP | Team dsm-firmenich PostNL DFP |
| ----------------------------- | ----------------------------- | ----------------------------- |
| م                             | عداء                          | مرتبة                         |
| 1                             | Pavel Bittner ‏                | 2                             |
| 2                             | Patrick Eddy ‏                 | لم يكمل السباق                |
| 3                             | الكسندر ادموندسون             | 55                            |
| 4                             | Enzo Leijnse ‏                 | 137                           |
| 5                             | Emīls Liepiņš ‏ (طريق)         | 95                            |
| 6                             | Niklas Märkl ‏                 | 12                            |
| 7                             | Tim Naberman ‏                 | 127                           |

| Alpecin-Deceuninck ADC | Alpecin-Deceuninck ADC | Alpecin-Deceuninck ADC |
| ---------------------- | ---------------------- | ---------------------- |
| م                      | عداء                   | مرتبة                  |
| 11                     | Lars Boven ‏            | لم يكمل السباق         |
| 12                     | Timo Kielich ‏          | 20                     |
| 13                     | جنسن بلاورايت ‏         | 8                      |
| 14                     | Henri Uhlig ‏           | 36                     |
| 15                     | Siebe Roesems‏          | 76                     |
| 16                     | Stan Van Tricht ‏       | 33                     |

| Intermarché-Wanty IWA | Intermarché-Wanty IWA | Intermarché-Wanty IWA |
| --------------------- | --------------------- | --------------------- |
| م                     | عداء                  | مرتبة                 |
| 21                    | Huub Artz ‏            | 100                   |
| 22                    | Vito Braet ‏           | 44                    |
| 23                    | آرنه ماريت ‏           | 6                     |
| 24                    | بابتيست بلانكايرت     | 79                    |
| 25                    | Tim Rex‏               | 25                    |
| 26                    | Gijs Van Hoecke ‏      | 73                    |
| 27                    | Boy van Poppel ‏       | 72                    |

| Cofidis COF | Cofidis COF              | Cofidis COF |
| ----------- | ------------------------ | ----------- |
| م           | عداء                     | مرتبة       |
| 31          | Milan Fretin ‏            | 30          |
| 32          | بيت اليجارت              | 46          |
| 33          | Oliver Knight (cyclist) ‏ | 87          |
| 34          | Nolann Mahoudo ‏          | 82          |
| 35          | Christophe Noppe ‏        | 50          |
| 36          | Hugo Toumire ‏            | 89          |

| Arkéa-B&B Hotels ARK | Arkéa-B&B Hotels ARK | Arkéa-B&B Hotels ARK |
| -------------------- | -------------------- | -------------------- |
| م                    | عداء                 | مرتبة                |
| 41                   | جينثي بيرمانز ‏       | 3                    |
| 42                   | Florian Dauphin ‏     | 32                   |
| 43                   | دايفيد ديكر          | 39                   |

| Arkéa–B&B Hôtels Continentale ‏ ___ | Arkéa–B&B Hôtels Continentale ‏ ___ | Arkéa–B&B Hôtels Continentale ‏ ___ |
| ---------------------------------- | ---------------------------------- | ---------------------------------- |
| م                                  | عداء                               | مرتبة                              |
| 44                                 | Pierre Thierry (cyclist) ‏          | 74                                 |

| Arkéa-B&B Hotels ARK | Arkéa-B&B Hotels ARK | Arkéa-B&B Hotels ARK |
| -------------------- | -------------------- | -------------------- |
| م                    | عداء                 | مرتبة                |
| 45                   | Mathis Le Berre ‏     | 47                   |
| 46                   | Luca Mozzato ‏        | 7                    |
| 47                   | ألان ريو ‏            | 80                   |

| أونو-إكس موبيليتي ‏ UXM | أونو-إكس موبيليتي ‏ UXM | أونو-إكس موبيليتي ‏ UXM |
| ---------------------- | ---------------------- | ---------------------- |
| م                      | عداء                   | مرتبة                  |
| 51                     | Carl-Frederik Bévort ‏  | 125                    |
| 52                     | Erlend Blikra ‏         | 133                    |
| 53                     | William Blume Levy ‏    | 42                     |
| 54                     | Rasmus Bøgh Wallin ‏    | 61                     |
| 55                     | Tord Gudmestad ‏        | 17                     |
| 56                     | ماركوس هانسن           | 126                    |
| 57                     | نيكلاس لارسن           | 135                    |

| Lotto Dstny LTD | Lotto Dstny LTD        | Lotto Dstny LTD |
| --------------- | ---------------------- | --------------- |
| م               | عداء                   | مرتبة           |
| 61              | Milan Menten ‏          | 5               |
| 62              | Jarrad Drizners ‏       | 66              |
| 63              | توماس دي جيندت         | لم يكمل السباق  |
| 64              | جاكوبو غوارنييري       | 28              |
| 65              | Alec Segaert ‏          | 1               |
| 66              | Lionel Taminiaux ‏      | 29              |
| 67              | Lorenz Van de Wynkele ‏ | 60              |

| سويس ريسينغ أكادمي ‏ TUD | سويس ريسينغ أكادمي ‏ TUD   | سويس ريسينغ أكادمي ‏ TUD |
| ----------------------- | ------------------------- | ----------------------- |
| م                       | عداء                      | مرتبة                   |
| 71                      | توم بولي                  | 93                      |
| 72                      | Sebastian Kolze Changizi ‏ | 43                      |
| 73                      | Aloïs Charrin ‏            | 122                     |
| 74                      | جاكوب أريكسون ‏            | 41                      |
| 75                      | Simon Pellaud ‏            | 105                     |
| 76                      | Aivaras Mikutis ‏          | 98                      |
| 77                      | Arnaud Tendon ‏            | لم يكمل السباق          |

| TotalEnergies TEN | TotalEnergies TEN  | TotalEnergies TEN |
| ----------------- | ------------------ | ----------------- |
| م                 | عداء               | مرتبة             |
| 81                | Lucas Boniface ‏    | 114               |
| 82                | Thomas Gachignard ‏ | لم يكمل السباق    |
| 83                | لورينزو مانزين     | 83                |
| 84                | Emilien Jeannière ‏ | لم يكمل السباق    |
| 85                | Geoffrey Soupe ‏    | 113               |
| 86                | Jason Tesson ‏      | 64                |
| 87                | Baptiste Vadic ‏    | لم يكمل السباق    |

| بنجوال باوليز ساوكس دبليو بي ‏ BWB | بنجوال باوليز ساوكس دبليو بي ‏ BWB | بنجوال باوليز ساوكس دبليو بي ‏ BWB |
| --------------------------------- | --------------------------------- | --------------------------------- |
| م                                 | عداء                              | مرتبة                             |
| 91                                | Jens Reynders ‏                    | 15                                |
| 92                                | Luca De Meester ‏                  | 56                                |
| 93                                | Luca Van Boven ‏                   | 38                                |
| 94                                | Kenneth Van Rooy ‏                 | لم يكمل السباق                    |
| 95                                | Jelle Vermoote ‏                   | 48                                |
| 96                                | Nathan Vandepitte ‏                | 11                                |
| 97                                | لويك فليجن                        | 115                               |

| سبورت فلاندرين بالويس ‏ TFB | سبورت فلاندرين بالويس ‏ TFB | سبورت فلاندرين بالويس ‏ TFB |
| -------------------------- | -------------------------- | -------------------------- |
| م                          | عداء                       | مرتبة                      |
| 101                        | Elias Maris ‏               | 18                         |
| 102                        | أليكس كولمان ‏              | لم يكمل السباق             |
| 103                        | Lindsay De Vylder ‏         | 99                         |
| 104                        | Jules Hesters ‏             | 75                         |
| 105                        | Ward Vanhoof ‏              | 37                         |
| 106                        | Noah Vandenbranden ‏        | لم يبدأ                    |
| 107                        | Dylan Vandenstorme ‏        | 69                         |

| أوسكالتيل أوسكادي ‏ EUS | أوسكالتيل أوسكادي ‏ EUS    | أوسكالتيل أوسكادي ‏ EUS |
| ---------------------- | ------------------------- | ---------------------- |
| م                      | عداء                      | مرتبة                  |
| 111                    | جون ابرستوري              | لم يكمل السباق         |
| 112                    | Iker Bonillo ‏             | 128                    |
| 113                    | Xavier Cañellas ‏          | 68                     |
| 114                    | James Fouché ‏             | 9                      |
| 115                    | Xabier Berasategi ‏        | 19                     |
| 116                    | Andoni López de Abetxuko ‏ | 67                     |
| 117                    | Unai Zubeldia ‏            | 111                    |

| Q36.5 Pro Cycling Team ‏ Q36 | Q36.5 Pro Cycling Team ‏ Q36 | Q36.5 Pro Cycling Team ‏ Q36 |
| --------------------------- | --------------------------- | --------------------------- |
| م                           | عداء                        | مرتبة                       |
| 121                         | Fabio Christen ‏             | 27                          |
| 122                         | Cyrus Monk ‏                 | 71                          |
| 123                         | Nickolas Zukowsky ‏ (طريق)   | 86                          |
| 124                         | Kamil Małecki ‏              | 40                          |
| 125                         | Xabier Azparren ‏            | 118                         |
| 126                         | Marcel Camprubí ‏            | 34                          |
| 127                         | روري تاونسند ‏               | 84                          |

| Equipo Kern Pharma ‏ EKP | Equipo Kern Pharma ‏ EKP | Equipo Kern Pharma ‏ EKP |
| ----------------------- | ----------------------- | ----------------------- |
| م                       | عداء                    | مرتبة                   |
| 131                     | Miguel Ángel Fernández ‏ | 131                     |
| 132                     | Pau Miquel ‏             | 10                      |
| 133                     | فرنسيسكو غالفان         | 14                      |
| 134                     | Álex Jaime ‏             | 65                      |
| 135                     | Diego Uriarte ‏          | لم يكمل السباق          |
| 136                     | Danny van der Tuuk ‏     | 107                     |
| 137                     | Iñigo Elosegui ‏         | 130                     |

| تيم نوفو نورديسك ‏ TNN | تيم نوفو نورديسك ‏ TNN   | تيم نوفو نورديسك ‏ TNN |
| --------------------- | ----------------------- | --------------------- |
| م                     | عداء                    | مرتبة                 |
| 141                   | سام براند               | 106                   |
| 142                   | Quinten De Graeve ‏      | 110                   |
| 143                   | Declan Irvine ‏          | 88                    |
| 144                   | Matyáš Kopecký ‏         | 23                    |
| 145                   | Alessandro Perracchione‏ | لم يكمل السباق        |
| 146                   | Logan Phippen ‏          | لم يكمل السباق        |
| 147                   | Filippo Ridolfo ‏        | 117                   |

| كاجا رورال-سيغوروس ‏ CJR | كاجا رورال-سيغوروس ‏ CJR | كاجا رورال-سيغوروس ‏ CJR |
| ----------------------- | ----------------------- | ----------------------- |
| م                       | عداء                    | مرتبة                   |
| 151                     | Daniel Babor ‏           | 129                     |
| 152                     | Tomáš Bárta ‏            | 102                     |
| 153                     | Joseba López ‏           | 81                      |
| 154                     | إدوارد براديس           | 85                      |
| 155                     | ميكال شليغل             | 70                      |
| 156                     | Guillermo Thomas Silva ‏ | 13                      |
| 157                     | Gorka Sorarrain ‏        | 22                      |

| Unibet Tietema Rockets ‏ TDT | Unibet Tietema Rockets ‏ TDT | Unibet Tietema Rockets ‏ TDT |
| --------------------------- | --------------------------- | --------------------------- |
| م                           | عداء                        | مرتبة                       |
| 161                         | Adam Ťoupalík ‏              | 78                          |
| 162                         | Axel Huens ‏                 | 21                          |
| 163                         | Hartthijs de Vries ‏         | 45                          |
| 164                         | Davide Bomboi ‏              | 97                          |
| 165                         | Owen Geleijn ‏               | 96                          |
| 166                         | Sebastian Nielsen ‏          | 26                          |
| 167                         | Zeb Kyffin ‏                 | 101                         |

| Visma–Lease a Bike Development ‏ VLD | Visma–Lease a Bike Development ‏ VLD | Visma–Lease a Bike Development ‏ VLD |
| ----------------------------------- | ----------------------------------- | ----------------------------------- |
| م                                   | عداء                                | مرتبة                               |
| 171                                 | Loe van Belle ‏                      | 49                                  |
| 172                                 | Dario Igor Belletta ‏                | 16                                  |
| 173                                 | Menno Huising ‏                      | 35                                  |
| 174                                 | Jesse Kramer ‏                       | 31                                  |
| 175                                 | Sjors Lugthart ‏                     | 119                                 |
| 176                                 | Colby Simmons ‏                      | لم يكمل السباق                      |
| 177                                 | Morten Nørtoft ‏                     | لم يكمل السباق                      |

| Israel Premier Tech Academy ‏ ICA | Israel Premier Tech Academy ‏ ICA | Israel Premier Tech Academy ‏ ICA |
| -------------------------------- | -------------------------------- | -------------------------------- |
| م                                | عداء                             | مرتبة                            |
| 181                              | Pier-André Côté ‏ (طريق)          | 108                              |
| 182                              | إيتامار أينهورن                  | 132                              |
| 183                              | Karl Kurits‏                      | لم يكمل السباق                   |
| 184                              | Viggo Moore ‏                     | 54                               |
| 185                              | Rotem Tene ‏                      | لم يكمل السباق                   |
| 186                              | Pau Martí ‏                       | 24                               |
| 187                              | Kiaan Watts‏                      | 59                               |

| Hagens Berman Jayco ‏ HBJ | Hagens Berman Jayco ‏ HBJ   | Hagens Berman Jayco ‏ HBJ |
| ------------------------ | -------------------------- | ------------------------ |
| م                        | عداء                       | مرتبة                    |
| 191                      | Kasper Andersen (cyclist) ‏ | لم يكمل السباق           |
| 192                      | Evan Boyle‏                 | 109                      |
| 193                      | Maxence Place‏              | 112                      |
| 194                      | Alastair Mackellar ‏        | لم يكمل السباق           |
| 195                      | Adam Rafferty (cyclist) ‏   | لم يكمل السباق           |
| 196                      | Mattia Sambinello‏          | لم يكمل السباق           |
| 197                      | Artem Shmidt ‏              | 77                       |

| كولوكويك للدراجات ‏ TCQ | كولوكويك للدراجات ‏ TCQ  | كولوكويك للدراجات ‏ TCQ |
| ---------------------- | ----------------------- | ---------------------- |
| م                      | عداء                    | مرتبة                  |
| 201                    | Joshua Gudnitz ‏         | 52                     |
| 202                    | Simon Bak ‏              | 63                     |
| 203                    | Frederik Muff ‏          | لم يكمل السباق         |
| 204                    | Aksel Bech Skot-Hansen ‏ | 92                     |
| 205                    | Pelle Køster ‏           | 124                    |
| 206                    | Nikolaj Mengel ‏         | 121                    |
| 207                    | Kevin Biehl ‏            | لم يكمل السباق         |

| Saint Piran (cycling team) ‏ SPC | Saint Piran (cycling team) ‏ SPC | Saint Piran (cycling team) ‏ SPC |
| ------------------------------- | ------------------------------- | ------------------------------- |
| م                               | عداء                            | مرتبة                           |
| 211                             | Harry Birchill ‏                 | لم يكمل السباق                  |
| 212                             | Dylan Hicks‏                     | 90                              |
| 213                             | James McKay‏                     | 53                              |
| 214                             | Tyler Hannay ‏                   | 58                              |
| 215                             | Rowan Baker‏                     | 51                              |
| 216                             | Bradley Symonds ‏                | لم يكمل السباق                  |

| سوبرانو هام ايزوريكس ‏ TIS | سوبرانو هام ايزوريكس ‏ TIS | سوبرانو هام ايزوريكس ‏ TIS |
| ------------------------- | ------------------------- | ------------------------- |
| م                         | عداء                      | مرتبة                     |
| 221                       | Jacob Relaes‏              | 94                        |
| 222                       | Bo Godart‏                 | 134                       |
| 223                       | Peder Dahl Strand‏         | 136                       |
| 224                       | Mauro Verwilt‏             | 57                        |
| 225                       | Alex Vandenbulcke ‏        | 116                       |
| 226                       | Robbe Claeys‏              | 103                       |
| 227                       | Ewout De Keyser‏           | 120                       |

| Philippe Wagner–Bazin ‏ PWB | Philippe Wagner–Bazin ‏ PWB | Philippe Wagner–Bazin ‏ PWB |
| -------------------------- | -------------------------- | -------------------------- |
| م                          | عداء                       | مرتبة                      |
| 241                        | بيير باربييه               | 4                          |
| 242                        | رودي باربير                | 104                        |
| 243                        | Quentin Bezza ‏             | 91                         |
| 244                        | Stefano Museeuw ‏           | لم يكمل السباق             |
| 245                        | Kasper Saver ‏              | 62                         |
| 246                        | Jens Vandenbogaerde ‏       | لم يكمل السباق             |
| 247                        | Mathias Vanoverberghe‏      | 123                        |

## التصنيف العام النهائي
| التصنيف العام         | التصنيف العام  | التصنيف العام             | التصنيف العام | التصنيف العام |
| العداء                | العداء         | الفريق                    | الوقت         |               |
| --------------------- | -------------- | ------------------------- | ------------- | ------------- |
| 1                     | Alec Segaert ‏  | Lotto Dstny               | 4 س 40 د 27 ث |               |
| 2                     | Pavel Bittner ‏ | Team dsm-firmenich PostNL | + 0 ث         |               |
| 3                     | جينثي بيرمانز ‏ | Arkéa-B&B Hotels          | + 0 ث         |               |
| 4                     | بيير باربييه   | Philippe Wagner–Bazin ‏    | + 0 ث         |               |
| 5                     | Milan Menten ‏  | Lotto Dstny               | + 0 ث         |               |
| 6                     | آرنه ماريت ‏    | Intermarché-Wanty         | + 0 ث         |               |
| 7                     | Luca Mozzato ‏  | Arkéa-B&B Hotels          | + 0 ث         |               |
| 8                     | جنسن بلاورايت ‏ | Alpecin-Deceuninck        | + 0 ث         |               |
| 9                     | James Fouché ‏  | أوسكالتيل أوسكادي ‏        | + 0 ث         |               |
| 10                    | Pau Miquel ‏    | Equipo Kern Pharma ‏       | + 0 ث         |               |
|                       |                |                           |               |               |
| مصدر: ProCyclingStats |                |                           |               |               |

## وصلات خارجية
- لمحة عن سباق سباق جائزة كريكويليون الكبرى 2024 على موقع  ProCyclingStats   (برو  سايكلنج  ستاتس) - إحصاءات  محترفي  الدراجات.
- سباق جائزة كريكويليون الكبرى 2024 على موقع إحصائيات الدراجات الإحترافية (الإنجليزية)